# ملکه الیزابچ
ملکه الیزابچ (به انگلیسی: Queen Elizabitch) دومین آلبوم استودیویی از کاپ‌کیک می‌باشد که در ۳۱ مارس سال ۲۰۱۷ توسط خود او منتشر گردید. این آلبوم با تک‌آهنگ اصلی خود «کام‌شات» مورد استقبال قرار گرفت اگرچه قطعهٔ «سی‌پی‌آر» در برنامهٔ اشتراک ویدئو تیک‌تاک مورد توجه‌ها قرار گرفت و بیش از ۱۰۰ میلیون استریم در اسپاتیفای دریافت کرد.